# Lista de províncias e territórios do Canadá por população

Mapa das subdivisões do Canadá por população. Legenda:
>10 milhões
5 milhões - 10 milhões
1 milhão - 5 milhões
500 mil - 1 milhão
100 mil - 500 mil
<100 mil

Mapa das subdivisões do Canadá por densidade demográfica. Legenda:
>25 pessoas/km^{2}
15-24.9 pessoas/km^{2}
10-14.9 pessoas/km^{2}
5-9.9 pessoas/km^{2}
1-4.9 pessoas/km^{2}
<1 pessoas/km^{2}

O Canadá está dividido em dez províncias e três territórios. A maioria da população do Canadá está concentrada nas áreas próximas à fronteira com os Estados Unidos. Suas quatro maiores províncias por área (Quebec, Ontário, Colúmbia Britânica e Alberta) também são as mais populosas; Juntas representam 86% da população do país. Os territórios (Yukon, Nunavut e Territórios do Noroeste) representam mais de um terço da área do Canadá, no entanto correspondem a apenas 0,3% da população do país, o que distorce o valor da densidade populacional nacional.
A população do Canadá cresceu 5,0% entre os censos de 2006 e 2011. Com exceção de Novo Brunswick, todas as província e territórios tiveram aumento da população de 2011 a 2016. Em termos de variação percentual, a província ou território de mais rápido crescimento foi Nunavut com um aumento de 12,7% da população entre 2011 e 2016, seguido de Alberta com crescimento de 11,6%. A população do Novo Brunswick diminuiu 0,5% entre 2011 e 2016.
A população do Canadá aumenta a cada ano desde a confederação em 1867.

## Lista
| Posição | Província ou território  | População (Censo de 2016) | População (Censo de 2016) | Crescimento 2011-2016 | Área de terra (km²) | Densidade populacional (por km²) |
| Posição | Província ou território  | Total                     | Porcentagem               | Crescimento 2011-2016 | Área de terra (km²) | Densidade populacional (por km²) |
| ------- | ------------------------ | ------------------------- | ------------------------- | --------------------- | ------------------- | -------------------------------- |
| 1       | Ontário                  | 13,448,494                | 38.3%                     | 4.6%                  | 908,699,33          | 14.8                             |
| 2       | Quebec                   | 8,164,361                 | 23.2%                     | 3.3%                  | 1,356,625,27        | 6.0                              |
| 3       | Colúmbia Britânica       | 4,648,055                 | 13.2%                     | 5.6%                  | 922,503,01          | 5.0                              |
| 4       | Alberta                  | 4,067,175                 | 11.6%                     | 11.6%                 | 640,330,46          | 6.4                              |
| 5       | Manitoba                 | 1,278,365                 | 3.6%                      | 5.8%                  | 552,370,99          | 2.3                              |
| 6       | Saskatchewan             | 1,098,352                 | 3.1%                      | 6.3%                  | 588,243,54          | 1.9                              |
| 7       | Nova Escócia             | 923,598                   | 2.6%                      | 0.2%                  | 52,942,27           | 17.4                             |
| 8       | Novo Brunswick           | 747,101                   | 2.1%                      | −0.5%                 | 71,388,81           | 10.5                             |
| 9       | Terra Nova e Labrador    | 519,716                   | 1.5%                      | 1.0%                  | 370,514,08          | 1.4                              |
| 10      | Ilha do Príncipe Eduardo | 142,907                   | 0.41%                     | 1.9%                  | 5,686,03            | 25.1                             |
| 11      | Territórios do Noroeste  | 41,786                    | 0.12%                     | 0.8%                  | 1,143,793,86        | 0.04                             |
| 12      | Nunavut                  | 35,944                    | 0.10%                     | 12.7%                 | 1,877,778,53        | 0.02                             |
| 13      | Yukon                    | 35,874                    | 0.10%                     | 5.8%                  | 474,712,68          | 0.08                             |
| Total   | Canadá                   | 35,151,728                | 100%                      | 5.0%                  | 8,965,588,85        | 3.9                              |